# رهبری جمعی در اتحاد شوروی
رهبری جمعی (روسی: коллективное руководство) شیوه آرمانی حکومت در اتحاد شوروی و دیگر کشورهای سوسیالیستی بود. هدف از رهبری جمعی آن بود که قدرت میان پلیتبورو و کمیته مرکزی حزب کمونیست اتحاد شوروی و شورای وزیران بود تا مانع از سلطه یک شخص بر حکومت کشور شود.